# Hart House String Quartet
A Hart House String Quartet (vonósnégyes) Kanada leghíresebb kamarazenekara.

## Története[1]
1923-ban alapította Kresz Géza Vincent Massey védnöksége alatt a Torontói Egyetemen, a Hart House-ban. Ez volt az első kanadai vonósnégyes, amely a kanadai kamarazenei élet fellendüléséhez is nagyban hozzájárult. Az együttes előadásaival bejárta Kanadát, az Egyesült Államokat és Európa legtöbb országát.
Az együttes működéséhez fűződik többek közt Ravel New York-i bemutatkozó estje (Vonósnégyes bemutatója) és Bartók első vonósnégyesének amerikai bemutatója (Úttörő szerepe volt a bartóki zene észak-amerikai megismertetésében, előttük senki nem tűzte műsorra Bartók Bélát Észak-Amerikában.)

## Tagjai

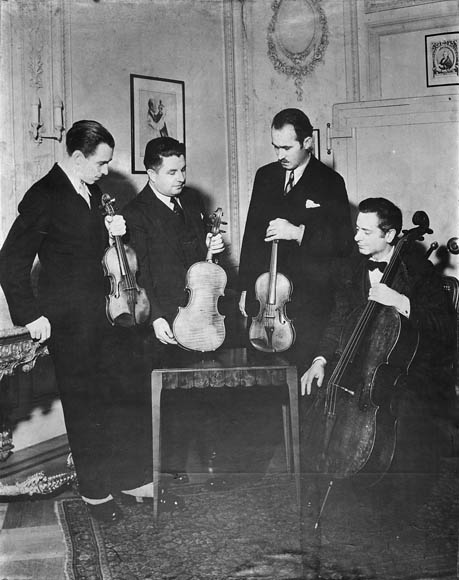
A Hart House String Quartett tagjai 1932-ben négy Stradivarival.

Első hegedű:
- Kresz Géza (1923–1935)
- James Levey (1935–1945)

Másodhegedű:
- Harry Adaskin (1923–1938)
- Adolph Koldofsky (1938–1942)
- Henry Milligan (1942–1945)

Brácsa:
- Milton Blackstone (1923–1941)
- Allard de Ridder (1941–1945)

Cselló:
- Boris Hambourg (1923–1945)